# Vanessa flava
Vanessa flava är en fjärilsart som beskrevs av Eitel 1924. Vanessa flava ingår i släktet Vanessa och familjen praktfjärilar. Inga underarter finns listade i Catalogue of Life.